# 針原村
針原村（はりわらむら）は、かつて富山県上新川郡にあった村。

## 沿革
- 1889年（明治22年）4月1日 - 町村制の施行により、上新川郡針原中村、三上村、野中村、野中新村、宮成村、町袋村、宮条村、楠木村、下飯野村、高島村、道正村、小西村及び宮村の区域をもって、上新川郡針原村が発足する。
- 1940年（昭和15年）9月1日 - 富山市に編入する。